# John Gray (författare)
John Gray, född 28 december 1951 i Houston, Texas, är en amerikansk relationsrådgivare, författare och föreläsare.
1992 publicerades den bok som har kommit att bli Grays mest kända Män är från Mars, kvinnor är från Venus, den har sålts i över sju miljoner exemplar och har publicerats på 40 olika språk. Gray föreläser, skriver artiklar, behandlar klienter och utbildar terapeuter enligt sina läror. Det anordnas seminarier och är en hel rörelse runtomkring Mars och Venus har växt fram. Kritiker anser att han reducerar psykologi till att handla om stereotyper och att man bygger en franchiserörelse kring en terapiprocess.